# Андали
А̀ндали (на италиански: Andali, на арбърешки: Andalli) е село и община в Южна Италия, провинция Катандзаро, регион Калабрия. Разположено е на 650 m надморска височина. Населението на общината е 788 души (към 2012 г.).
В това село живее албанско общество, наречено арбъреши. Те са се заселили в този район между XV и XVIII век като бежанци от османското владичество. Село Андали е част от етнографическия район Арберия.